# Worthington Whittredge
Thomas Worthington Whittredge (Springfield, 22 maggio 1820 – Summit, 25 febbraio 1910) è stato un pittore statunitense.
Wortington Whittredge fece parte della Hudson River School e fu un paesaggista assai apprezzato e famoso.

## Biografia
Worthington Whittredge fu un artista molto apprezzato in vita. Ebbe stretti legami con gli altri pittori della Hudson River School, in particolare con Albert Bierstadt, Sanford Robinson Gifford, William Stanley Haseltine e John Frederick Kensett.
Viaggiò moltissimo, in Europa (Francia, Italia, Svizzera, Germania) e negli Stati Uniti, dipingendo paesaggi, tema in cui certamente eccelleva. Molti di essi, infatti, sono oggi presenti nei maggiori musei.

Nel 1874 fu chiamato a presiedere per un anno la National Academy of Design e fu anche membro dei comitati di selezione per l'Esposizione Universale di Filadelfia del 1876 e di Parigi del 1878.
Dopo un ultimo lungo viaggio nelle Montagne Rocciose, nel 1880 Whittredge si trasferì definitivamente nel New Jersey, a Summit, dove trascorse il resto della sua vita e dove morì quasi novantenne nel 1910.

Fu sepolto nella sua città natale.

## Galleria d'immagini

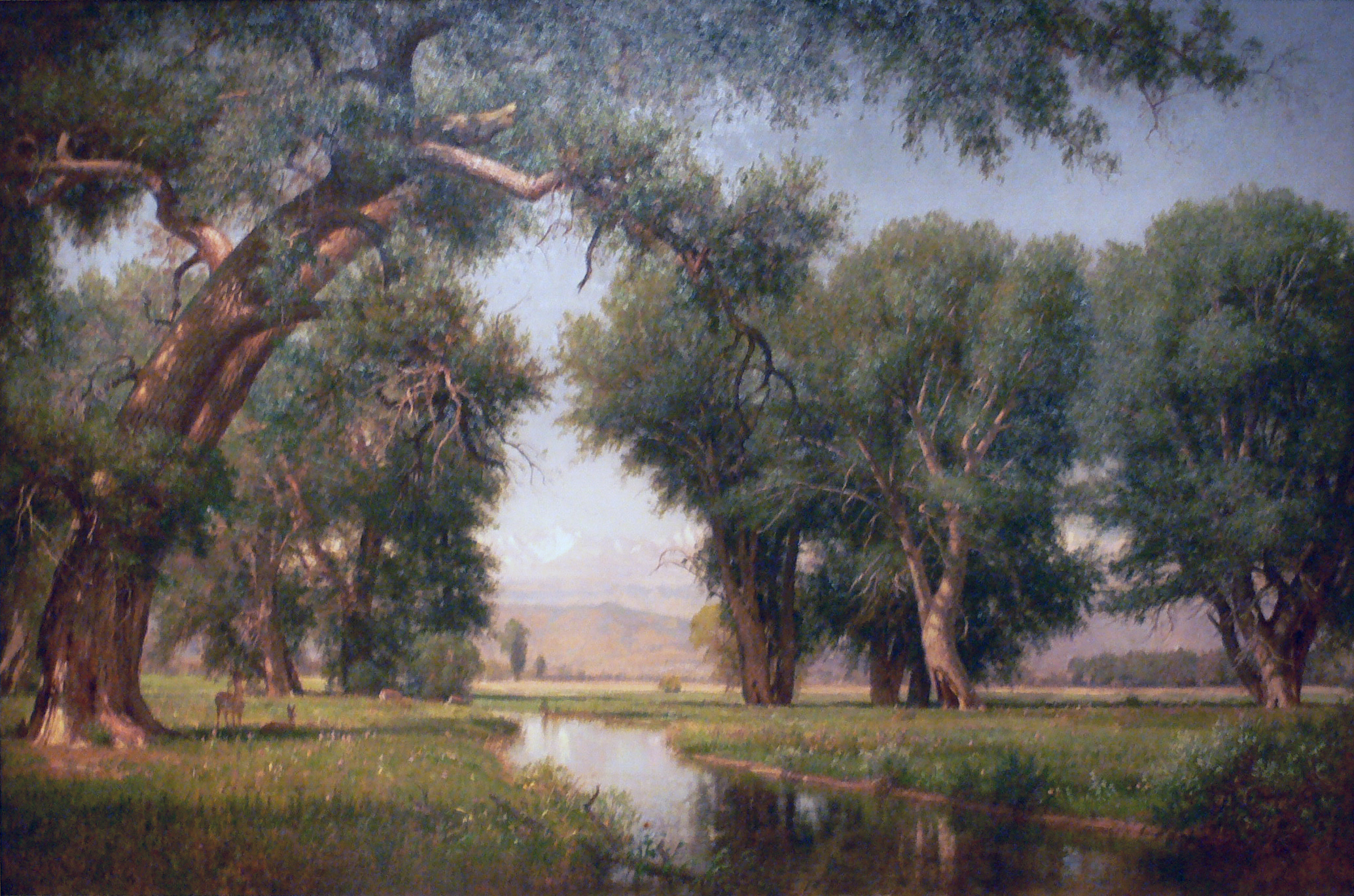
Il fiume La Poudre, Colorado
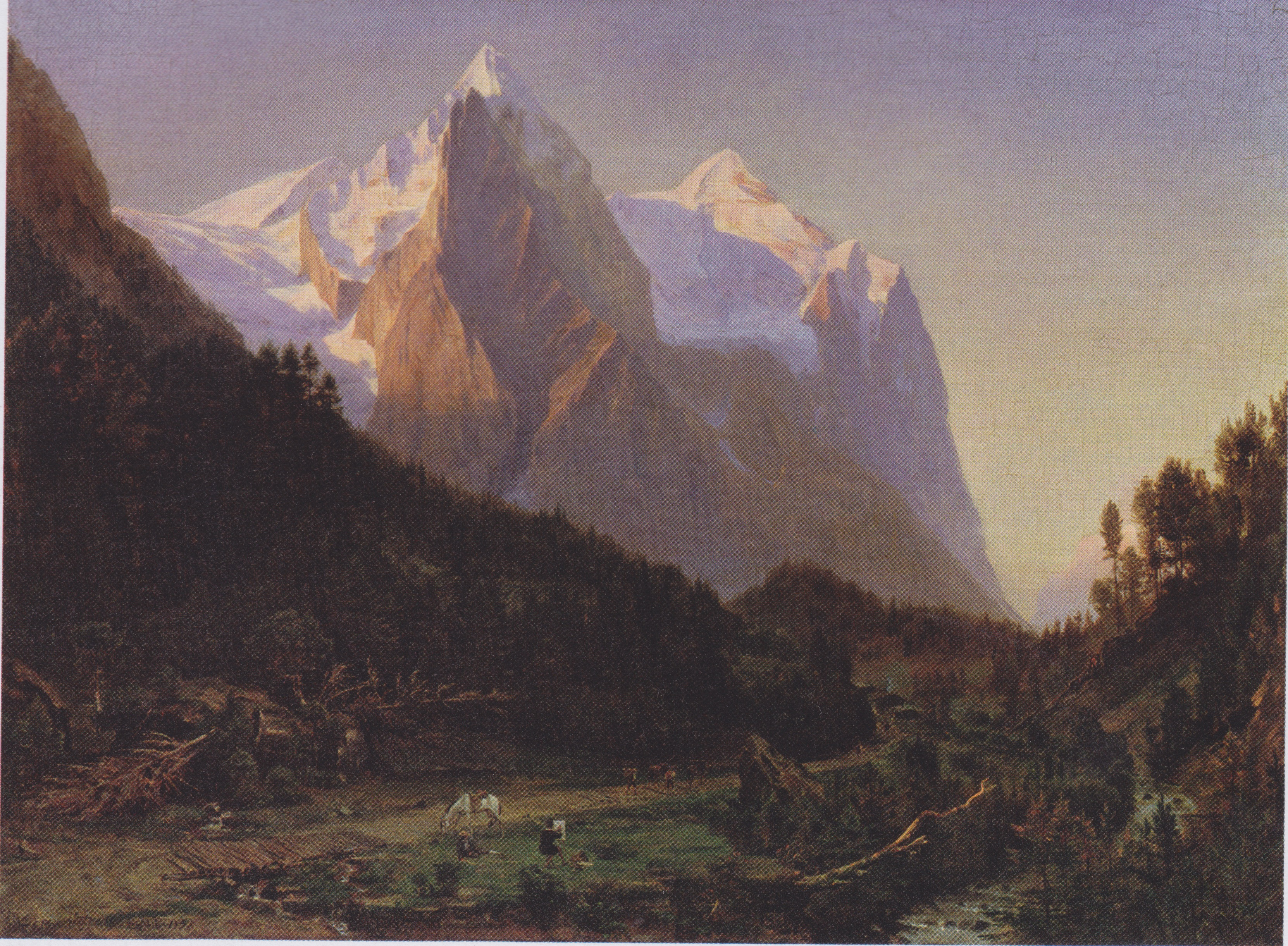
Il "Wetterhorn"
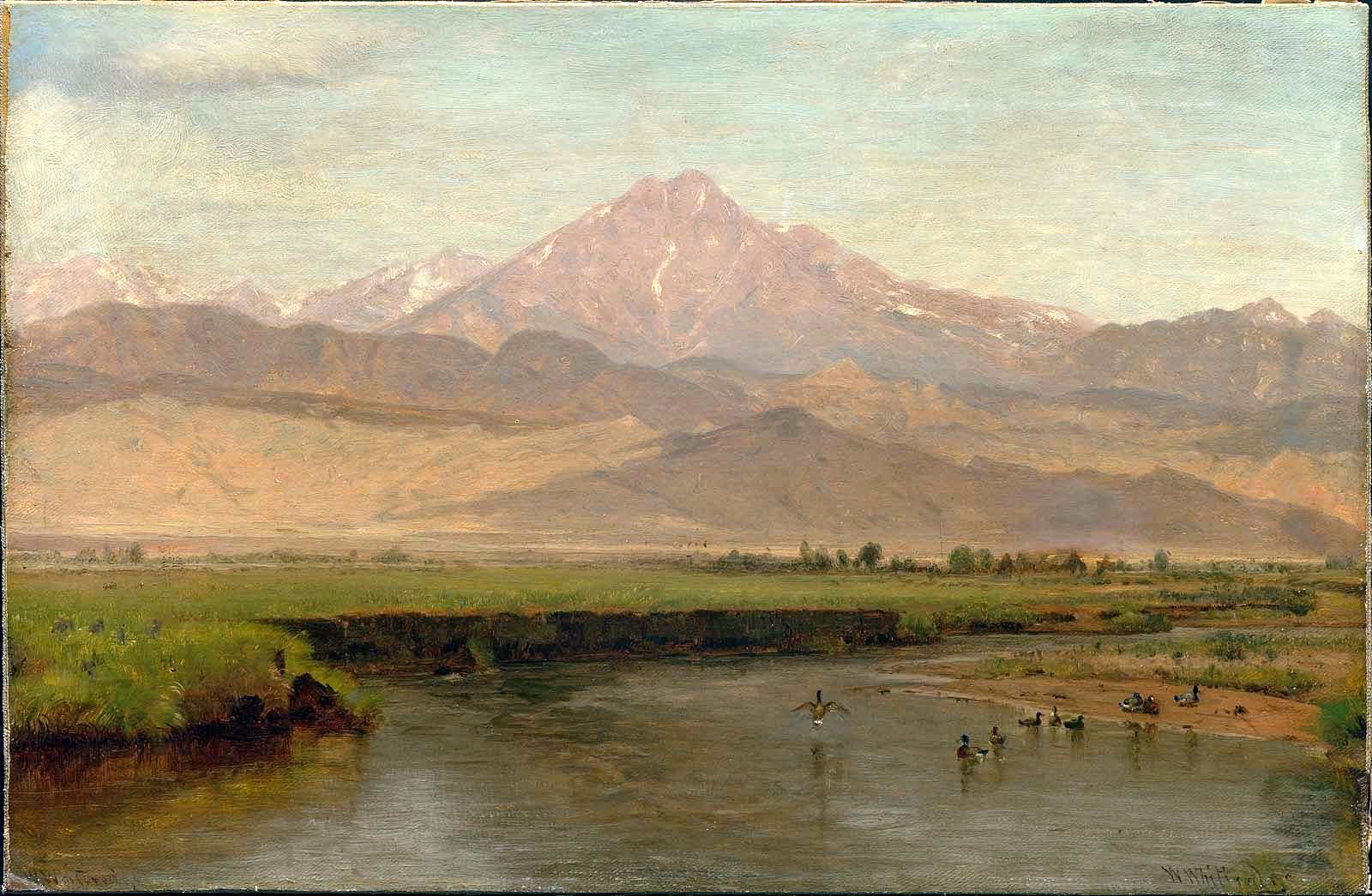
Long's Peak, Colorado
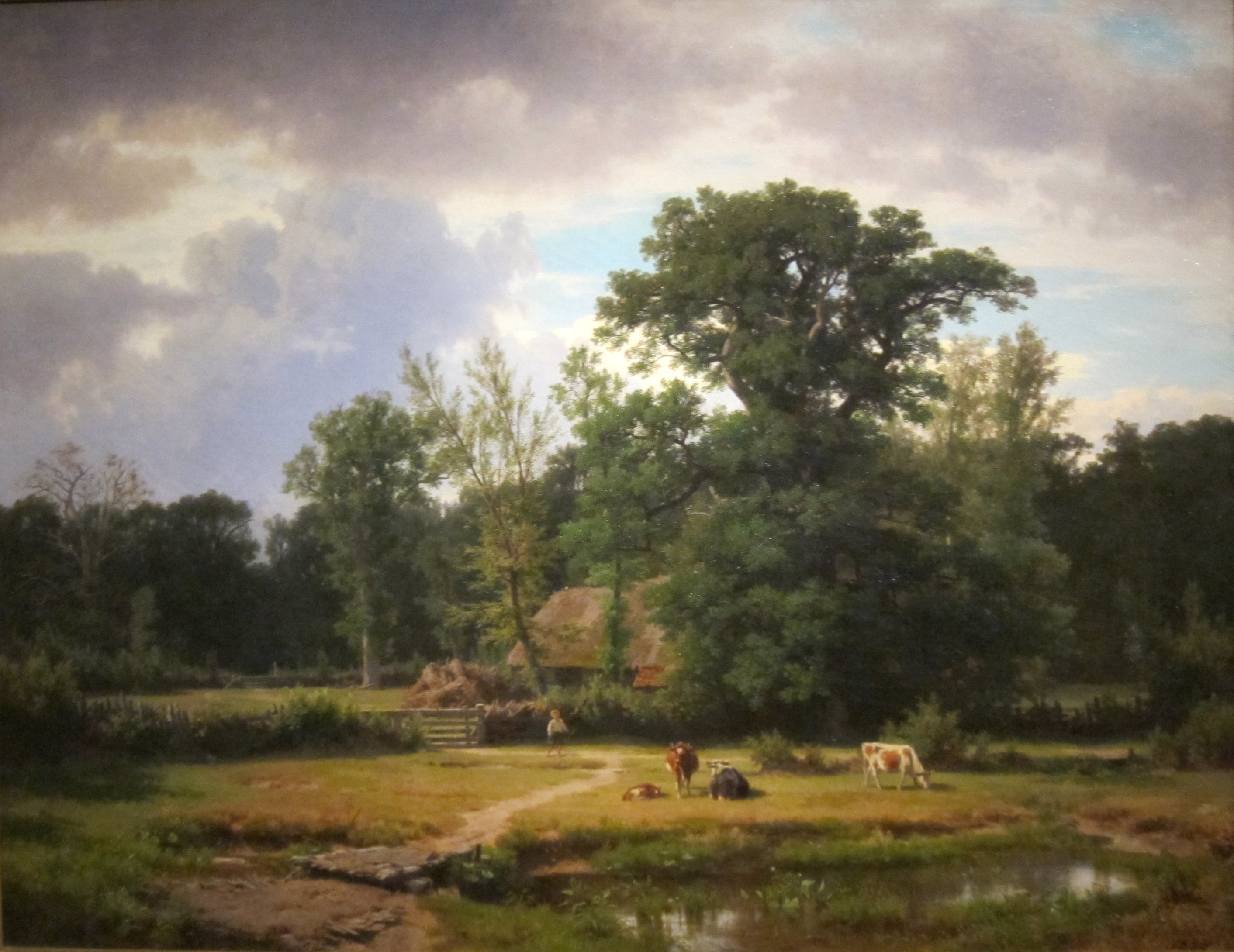
Paesaggio della Vestfalia